# 千代西町
千代西町（せんだいにしまち）は、愛知県稲沢市の地名。

## 地理

### 交通
- 愛知県道65号一宮蟹江線

### 施設
- 千田組 稲沢資材センター

## 歴史

### 沿革
- 1974年（昭和49年） - 稲沢市千代町の一部により、同市千代西町が成立[1]。

### WEB
1. ↑  “読み仮名データの促音・拗音を小書きで表記するもの(zip形式) 愛知県” (zip).   日本郵便 (2024年2月29日). 2024年3月26日閲覧。
2. ↑  “市外局番の一覧” (PDF).   総務省 (2022年3月1日). 2022年3月22日閲覧。
3. ↑  “ナンバープレートについて”.   一般社団法人愛知県自動車会議所. 2024年1月21日閲覧。

### 書籍
1. ↑  「角川日本地名大辞典」編纂委員会 1989, p. 748.